# El Palau d'Anglesola
El Palau d'Anglesola är en kommun i Spanien.   Den ligger i provinsen Província de Lleida och regionen Katalonien, i den östra delen av landet, 400 km öster om huvudstaden Madrid. Antalet invånare är 2 185. Arean är 12,3 kvadratkilometer. El Palau d'Anglesola gränsar till El Poal, Vila-sana, Mollerussa, Fondarella, Sidamon, Bell-lloc d'Urgell och Bellvís. 
Terrängen i El Palau d'Anglesola är platt.